# Olivier Frey
Olivier Frey (* 11. Februar 1979) ist ein Schweizer Leichtathlet. Seine Spezialdisziplin ist der Stabhochsprung. Frey ist mehrfacher Schweizer Meister und startet für den Verein BSC Old Boys Basel.

## Erfolge
- 2003: Schweizer Hallen-Meister
- 2004: Schweizer Meister; Schweizer Hallen-Meister
- 2005: 8. Rang Universiade; Schweizer Hallen-Meister
- 2006: Schweizer Meister; Schweizer Hallen-Meister
- 2007: Schweizer Meister
- 2008: Schweizer Meister; Schweizer Hallen-Meister
- 2009: Schweizer Meister; Schweizer Hallen-Meister
- 2010: Schweizer Hallen-Meister
- 2011: Schweizer Meister; Schweizer Hallen-Meister

## Persönliche Bestleistungen
- Stabhochsprung: 5,50 Meter, 18. September 2004 in Basel (Schweiz)

| Personendaten    | Personendaten          |
| ---------------- | ---------------------- |
| NAME             | Frey, Olivier          |
| KURZBESCHREIBUNG | Schweizer Leichtathlet |
| GEBURTSDATUM     | 11. Februar 1979       |